# Cerseuil
Cerseuil – miejscowość i gmina we Francji, w regionie Hauts-de-France, w departamencie Aisne.
Według danych na styczeń 2014 roku gminę zamieszkiwało 95 osób, a gęstość zaludnienia wynosiła 21,1 osób/km².